# محمود الأبرش
محمود الأبرش (من مواليد 1944) سياسي سوري ورئيس مجلس الشعب سابقًا. دراسته الأساسية في مجال الهندسية المدنية، وكان عضوًا في حزب البعث العربي الاشتراكي الحاكم. انتخب رئيسًا للبرلمان السوري في 7 أكتوبر  2003 بعد تعيين محمد ناجي عطري رئيسًا للوزراء و انتهت فترة ولايته الأولى في 8 مارس 2007 لكنه أعيد انتخابه مرة أخرى في 7 مايو 2007.
وهوالآن عضوا في مجلس الشعب السوري.